# Lorenzo Calafiore
Lorenzo Calafiore (31. ledna 1935 Reggio di Calabria - 20. října 2011 Moncalieri) byl italský zápasník, reprezentant v zápase řecko-římském.
V roce 1969 vybojoval stříbro a v roce 1970 bronz na mistrovství Evropy. V roce 1971 zvítězil na Středomořských hrách. V roce 1972 vybojoval šesté místo v kategorii do 48 kg na olympijských hrách v Mnichově. V roce 1974 ukončil aktivní sportovní kariéru a od roku 1976 se věnoval trenérské práci.